# Alisa Pleskova
Alisa Pleskova é uma pole dancer de Israel. Iniciou sua carreira no pole em 2006.

## Prêmios e indicações
2010
- World Pole Dance Championship (Zurich, Switzerland) – Semi-finalista[1]

2011
- Pole Sport International Championship (Maio 2011, Saint Petersburg, Rússia) – 1° lugar[1]
- European Pole Dance Championship (Setembro 2011, Moscow, Rússia) – 1° lugar[1]